# Tapura fischeri
Tapura fischeri är en tvåhjärtbladig växtart som beskrevs av Adolf Engler. Tapura fischeri ingår i släktet Tapura och familjen Dichapetalaceae. Inga underarter finns listade i Catalogue of Life.